# Léonide Massine
Leonid Fyodorovich Myasin (Russo: Леонид Фёдорович Мясин) (Moscou, 9 de agosto de 1896 — Colônia, 15 de março de 1979), mais conhecido pela transliteração em francês Léonide Massine, foi um bailarino e coreógrafo russo.

## Biografia
Estudou na escola do teatro Bolshoi, na cidade natal. Entre 1915 a 1921 foi o principal coreógrafo dos Ballets Russes, de Diaghilev. Com a saída de Vaslav Nijinsky, a estrela masculina da companhia, Massine ocupou seu lugar, interpretando os papéis do grande bailarino.
Assim que iniciou nos Ballets Russes, após alguns anos de estudos preliminares, teve a sua educação artística supervisionada por Diaghilev, que preocupava-se em levá-lo a concertos, museus e fazê-lo conhecedor de pessoas em evidência na época, como o pintor russo Mikhail  Larionov, o regente Ernest  Ansermet, e o compositor Igor Stravinsky, figuras estas, que tiveram grande influência na iniciação de Massine no mundo da dança.
Diaghilev sempre encorajava o talento coreográfico de Massine.  Seu primeiro trabalho coreográfico foi, Le Soleil de  nuit, produzido em 1915.
Massine deu continuidade as reformas coreográficas iniciadas por Michel  Fokine, enriquecendo e elucidando as representações. Seus balés incorporavam tanto a dança folclórica, como as danças a caráter, uma dança que utiliza-se da técnica clássica associada as danças características de cada país. Ele também acrescentou variedade e complexidade aos balés, pela inclusão de coreografias tanto individuais como em pequenos grupos, dentro do corpo de baile.
Depois da morte de Sergei Diaghilev, e o consequente fim dos Ballets Russes, Massine procurou revitalizar o mundo dessa arte envolvendo-se na criação do Balé Russo de Monte Carlo.
Em 1927, deixa também sua semente artística no Brasil, quando em turnê com a sua Companhia pelo Rio de Janeiro influencia a criação do Corpo de Baile do Teatro Municipal desta cidade. Isto porque Maria Olenewa, integrante da Companhia, passa a ser a fundadora da primeira escola de dança do Brasil sediada naquele teatro, dando início à formação de bailarinos para integrar o futuro Corpo de Baile.
Massine criou o primeiro balé sinfônico do mundo em namoro- Les Présages - com a Sinfonia No. 5 (Tchaikovsky) de Tchaikovsky. Isto causou furor entre os puristas musicais, que contestaram o uso de um trabalho sinfônico sério por um balé. Apesar disto, Massine também adaptou a Sinfonia Fantástica (1830), de Hector Berlioz, dançando no papel do Jovem Músico ao lado de Tamara Toumanova como sua amada, estreando na Royal Opera House (Covent Garden), Londres, em 24 de julho de 1936, com o Ballets Russes.

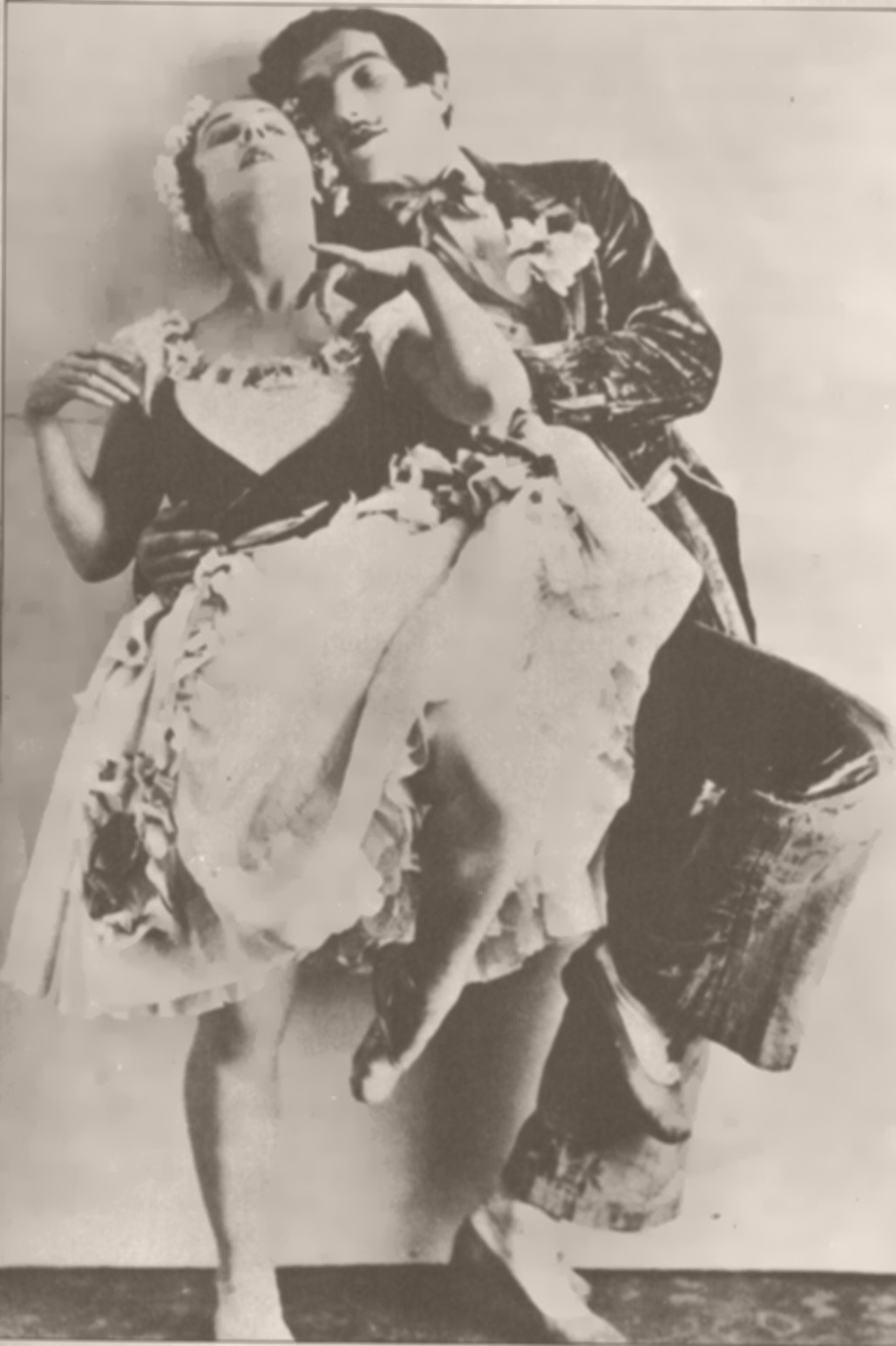
Massine com Lopokova, 1919

Sua parceria com Lídia Lopokova, em 1919, quando substituiu Vaslav Nijinski no Ballets Russes, não foi bem recebida.
Massine apareceu em dois filmes sobre balé: The Red Shoes (1948) e The Tales of Hoffmann (1951). Também estrelou diversos curtas sobre balé, incluindo a versão em cores de Gaîté Parisienne, renomeado para O Parisiense Alegre, em 1942.
Faleceu aos oitenta e dois anos de idade, na então Alemanha Ocidental.